# Château de Chanteloup (Charente)
Pour les articles homonymes, voir Château de Chanteloup.
Le château de Chanteloup est situé dans un parc sur la commune de Cherves-Richemont, c'est une maison d'hôtes de la maison Martell. Ce Château est le « domaine viticole du cognac Martell ».

## Historique

### Les origines
Au XIVe siècle, les Richard, marchands de sel, possèdent déjà la borderie de Chanteloup, une maison forte entourée de fossés et de palissades et quand ils sont anoblis sous Louis XIV ils prennent le nom de Richard de Chanteloup.
Après la famille Richard, Chanteloup est passé  à la famille Gautier. Le 20 mars 1798 naquit Eugène Thomas, fils de Gabriel Thomas, négociant, et de Marie Anne Gautier. Celle-ci étant morte peu après, Gabriel Thomas épousa le 9 février 1800, Marie-Marguerite Gautier sa belle-sœur.

### Les Martell

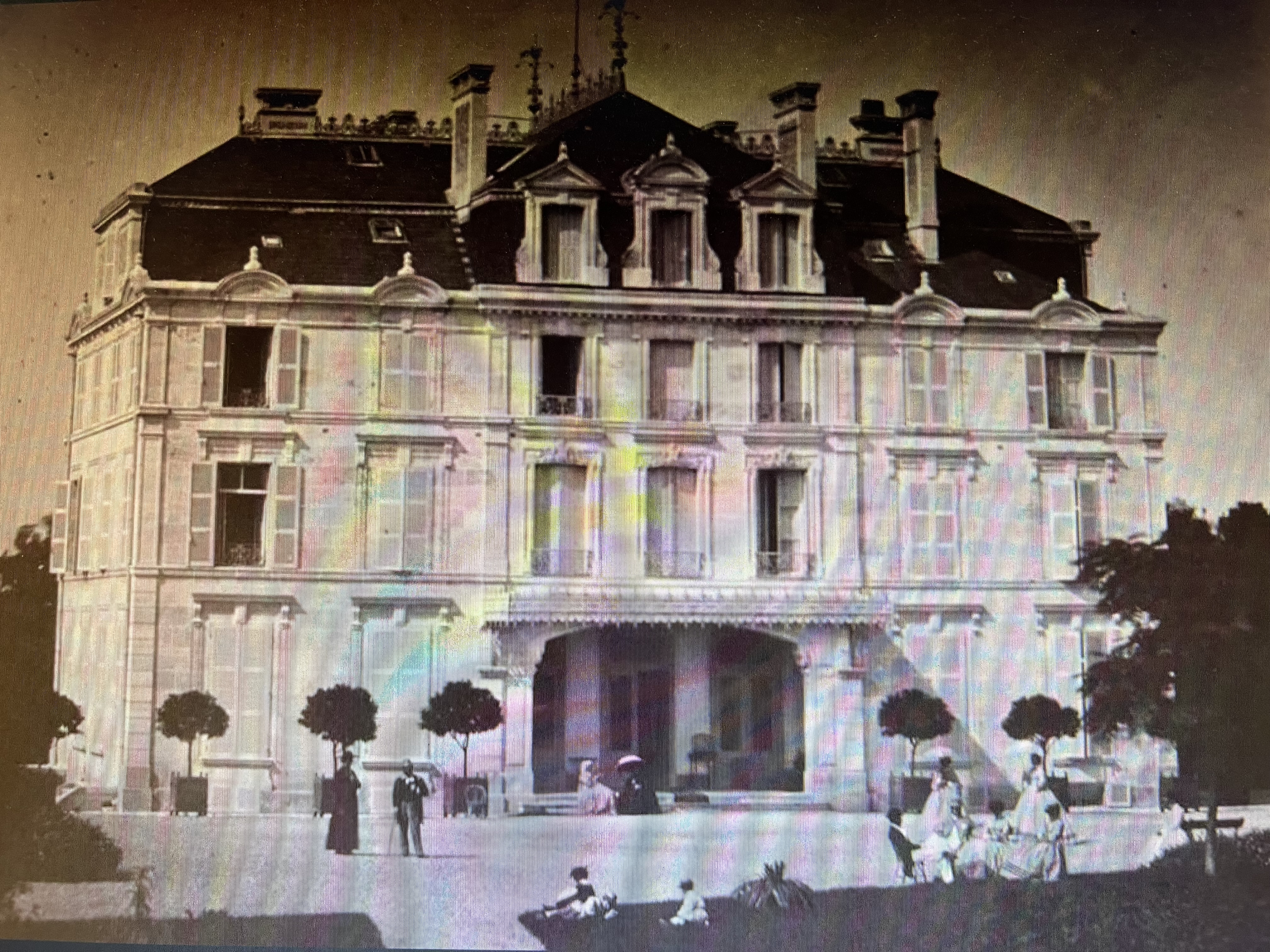
Edifice de 1838 élevé par Théodore Martell

En 1838, les héritiers Thomas vendent la résidence de Chanteloup à titre privé à M. Théodore Martell, directeur de la maison Martell.
Celui-ci fit élever à sa place un véritable château, où tout le confort moderne  fut réuni. Des propriétés furent rachetées pour agrandir le domaine et y créer un parc, une orangerie, des jardins potagers, des serres et des écuries. Le château de Chanteloup a été rénové et restauré à plusieurs reprises, en particulier par Édouard Martell, maire de Cherves, et entièrement reconstruit par Maurice Firino-Martell son neveu, pour sa femme Elisabeth en 1930.

## Architecture
Le château d'agrément actuel a été construit entre 1930 et 1933. De style néo-normand, il a une charpente en fer, des murs en briques, granit, calcaire et bois. Il comporte des dépendances comme l'orangerie, les écuries, les serres, la chapelle, le garage à calèches, les logements, et le parc d'une superficie de 22 hectares avec ses plantations d'arbres, ses allées, sa grotte et sa fontaine.
Aujourd'hui le château est entouré d'un parc immense, qui s'étend jusqu'à l'Antenne, et au-delà se trouve le logis de Boussac et ses coteaux, d'où l'on aperçoit Richemont et sa vieille église au fond du paysage.

## Visites
Les visites sont possibles, seulement durant des événements spéciaux (fête du Cognac, Journée du patrimoine, fête de la musique...). Les réservations sont obligatoires, auprès de l'espace découverte en pays de Cognac.